# Архиепархия Камбре
Архиепархия Камбре (лат. Archidioecesis Cameracensis, фр. Archidiocèse de Cambrai) — архиепархия в составе архиепархии-митрополии Лилля Римско-католической церкви во Франции. В настоящее время епархией управляет архиепископ Франсуа Шарль Гарнье.
Клир епархии включает 231 священников (218 епархиальных и 13 монашествующих священников), 31 диакона, 14 монахов, 344 монахини.
Адрес епархии: 30 rue de Noyon, B.P. 149, 59403 Cambrai CEDEX, France.
В соборе Нотр Дам де Грас де Камбре хранится главная святыня епархии — византийская икона Богоматери Камбрейской.

## Территория
В юрисдикцию епархии входит 344 приходов в департаменте Нор во Франции.
Кафедра архиепископа находится в городе Камбре в церкви Нотр Дам де Грас.

## История
Кафедра Камбре была основана в ранний период истории Церкви. Первым известным по имени епископом, занимавшим кафедру в первой половине VI века, был святой Гастон (Ведаст). В начале своей истории епархия Камбре являлась епископством-суффраганством митрополии Реймса.
При епископе святом Жери (Гагерик) на рубеже VI—VII веков кафедра Камбре была объединена с кафедрой Арраса. Это объединение продлилось до 1093 года.
В 1148 году собор епархии Камбре сгорел во время пожара и был отстроен заново в готическом стиле.
12 мая 1559 года епархия Камбре была возведена в ранг архиепархии-митрополии буллой Super universas Папы Павла IV. В то же время она уступила часть своей территории новой архиепархии Мехелена (ныне архиепархия Мехелена-Брюсселя) и епархии Антверпена.
Капитул собора сохранял за собой право избрания епископа до 1686 года, когда король Франции получил привилегию назначения епископа.
В 1791—1793 годах старое монументальное здание собора было осквернено сторонниками Великой Французской революции. Оно было разрушено и превращено в склад для зерна. 6 июня 1796 года здание было продано властями некоему Бланкару, торговцу из Сен-Квентена, который дорушил собор, распродавая его камни. В 1809 году буря уничтожила колокольню.
После конкордата 1801 года буллой Qui Christi Domini Папы Пия VII от 29 ноября 1801 года епархия утратила все приходы на территории Бельгии и была ограничена территорией департамента Нор во Франции. В это же время она утратила ранг архиепархии-митрополии и вошла в церковную провинцию архиепархии Парижа.
В 1804 году статус собора был присвоен церкви аббатства Сен-Сюльпис (Святого Сульпиция), уцелевшей во время революционного периода только потому, что была превращена атеистами в храм разума.
1 октября 1841 года епархии Камбре вернули статус архиепархии-митрополии.
25 октября 1913 года архиепархия Камбре уступила часть своей территории новой епархии Лилля (ныне архиепархии).
30 марта 2008 года буллой In Gallia Папы Бенедикта XVI архиепархия Камбре была введена в состав церковной провинции митрополии Лилля.

## Ординарии архиепархии
| - святой Ведаст (500—540); - святой Доминик (540); - святой Ведульф (545—580); - святой Гагерик (584 — 11.08.619); - святой Бертольд (упоминается в 627); - святой Аблеберт (633); - святой Ауберт (668); - святой Виндициан (669—693/712); - Хильдеберт (712/715); - Гунальд (717); - святой Хадульф (717 — 19.05.728/729); - Треувард (728/730 — 07.10.752); - Гауфрид (750/752 — 763); - Альберик (763/764 — 790); - Хильдварт (790 — 04.07.816); - Халитгар (817 — 25.06.831); - Теодорик (831 — 05.08.862/863); - Гонтберт (Тетбольд) (863—866) — антиепископ; - святой Иоанн I (866 — 15.08.877/879); - святой Рутард I (879 — 14.10.886/887); - Додилон (17.03.888 — 901); - Стефан (909 — 11.02.934); - Фульберт (934 — 01.07.956); - Беренгар (956—958); - Энгран (Ингельрам) (958 — 12.10.960); - Ансберт (Отберт) (960—965); - Вильбольд (965—966); - Тетдон (Теодот) (972 — 28.08.976); - Ротард (976—995); - Эрлуин (996 — 03.02.1012); - Жерар I (1012— 18.03.1051); - святой Либерт (Литберт) (1051 — 22.06.1076); - Жерар II (1076 — 11/12.08.1092); - Манассе (1093—1103) — назначен епископом Суассона; - Вальшер (Готье) (1093—1106) — антиепископ; - святой Одон де Турне (02.07.1105 — 19.06.1116); - Бюршар (1116 — 03.01.1130); - Льетар (1130—1137); - Николя I де Шьевр (1137 — 01.07.1167); - Пьер I Фландрский (1167—1173) — избранный епископ; - Робер д’Эр (1173 — 04.10.1174) — избранный епископ; - Алар (1175—1178) — избранный епископ; - Оже (Роже) де Ваврен (1179—1191); - Жан II д’Антуэн (13.09.1192 — 1196); - Николя II де Рёль (1197—1197) — избранный епископ; - Юг (1197—1198) — избранный епископ; - Пьер II де Корбей (1199—1200) — назначен архиепископом Санса; - Жан III де Бетюн (1200 — 27.07.1219); - Годфруа де Фонтен (1220—1237/1238); - Ги I де Лаон (1238—1247); - Николя III де Фонтен (09.04.1249 — 1273); - Энжельран де Креки (24.03.1274 — 1286) — назначен епископом Теруана; | - Гильом I д’Авен (или де Эно) (09.05.1286 — 1296); - Ги II де Коль Медьо (21.10.1296 — 22.01.1306) — назначен архиепископом Салерно; - Филипп де Мариньи (22.01.1306 — 23.04.1309) — назначен архиепископом Санса; - Пьер III де Леви-Мирпуа (29.07.1309 — 28.03.1324) — назначен епископом Байе; - Ги III Булонский (28.03.1324 — 1336); - Гильом II д’Оксонн (17.07.1336 — 25.09.1342) — назначен епископом Отена; - Ги IV де Вантадур (25.09.1342 — 17.02.1349) — назначен епископом Вабра; - Пьер IV де Клермон (17.02.1349 — 13.09.1368); - кардинал Робер Женевский (11.10.1368 — 30.05.1371) — стал антипапой под именем Климента VII;; - Жерар III де Денвиль (06.06.1371 — 18.06.1378); - Жан IV T’Серкла (05.11.1378 — 12.01.1388); - Андре Люксембургский (22.12.1389 — 1396); - Пьер д’Альи (15.11.1396 — 06.06.1411); - Жан V де Гавер (05.07.1412 — 1436); - Жан VI Бургундский (11.05.1439 — 1479); - Хендрик ван Берген (17.06.1480 — 07.10.1502); - Жак де Крой (01.02.1503 — 15.08.1516); - кардинал Гильом III де Крой (1516 — 17.08.1519); - Роберт де Крой (17.08.1519 — 31.08.1556); - Максимилиан ван Берген (23.12.1558 — 29.08.1570); - Луи де Берлемон (02.04.1571 — 15.02.1596); - Жан VII де Саразен (12.08.1596 — 03.03.1598) — бенедиктинец; - Гийом IV де Берг (09.04.1601 — 27.04.1609); - Жан VIII Ришардо (17.08.1609 — 28.02.1614); - Франсуа Бюиссере (09.02.1615 — 02.05.1615); - Франсуа Ван дер Бурш (02.05.1616 — 23.05.1644); - Жозеф де Бергень (28.05.1646 — 24.10.1647); - Гаспар Немьюс Ван ден Босх (Дюбуа) (27.11.1651 — 22.11.1667); - Ладислас Жоннар (15.07.1669 — 22.09.1674); - Жак-Теодор де Брия (17.06.1675 — 16.11.1694); - Франсуа де Салиньяк де Ла Мот-Фенелон (30.05.1695 — 07.01.1715); - Жан д’Эстре (1716 — 04.03.1718) — избранный архиепископ; - кардинал Жозеф-Эмманюэль де Ла Тремуй (11.05.1718 — 10.01.1720); - кардинал Гильом V Дюбуа (06.05.1720 — 10.08.1723); - Шарль де Сен-Альбен (20.12.1723 — 09.05.1764); - Леопольд-Шарль де Шуазёль-Стенвиль (09.07.1764 — 10.09.1774); - Анри-Мари-Бернарден де Россе де Рокозель де Флёри (03.04.1775 — 22.01.1781); - Фердинан-Максимильен-Мерьядек де Роан-Гемене (02.04.1781 — 23.11.1801); - Луи Бельма (30.04.1802 — 21.07.1841); - кардинал Пьер Жиро (24.01.1842 — 17.04.1850); - кардинал Рене-Франсуа Ренье (30.09.1850 — 03.09.1881); - Альфред Дюкене (13.05.1881 — 15.09.1884); - Франсуа-Эдуард Асле (27.03.1885 — 07.08.1888); - Одон Тибодье (14.02.1889 — 09.01.1892); - Этьенн-Мари-Альфонс Соннуа (19.01.1893 — 07.02.1913); - Франсуа-Мари-Жозеф Деламер (07.02.1913 — 21.07.1913); - Жан-Артюр Шолле (21.11.1913 — 02.12.1952); - Эмиль-Морис Герри (02.12.1952 — 15.02.1966); - Анри-Мартен-Феликс Женни (15.02.1966 — 25.03.1980); - Жак-Луи-Леон Делапорт (25.03.1980 — 21.11.1999); - Франсуа-Шарль Гарнье (с 7 декабря 2000 года — по настоящее время). |  |

## Статистика
На конец 2006 года из 1 011 862 человек, проживающих на территории епархии, католиками являлись 916 736 человек, что соответствует 90,6 % от общего числа населения епархии.
| год  | население | население | население | священники | священники        | священники         | священники                           | постоянные диаконы | монахи  | монахи  | приходы |
| год  | католики  | всего     | %         | всего      | белое духовенство | черное духовенство | число католиков на одного священника | постоянные диаконы | мужчины | женщины | приходы |
| ---- | --------- | --------- | --------- | ---------- | ----------------- | ------------------ | ------------------------------------ | ------------------ | ------- | ------- | ------- |
| 1949 | 838.000   | 839.773   | 99,8      | 614        | 599               | 15                 | 1.364                                |                    | 15      | 17      | 493     |
| 1959 | 894.500   | 919.671   | 97,3      | 710        | 674               | 36                 | 1.259                                |                    | 22      | 640     | 452     |
| 1970 | ?         | 1.043.486 | ?         | 600        | 565               | 35                 | ?                                    |                    | 59      | 1.075   | 452     |
| 1980 | 1.015.000 | 1.050.000 | 96,7      | 508        | 474               | 34                 | 1.998                                | 1                  | 57      | 725     | 459     |
| 1990 | 1.048.000 | 1.081.000 | 96,9      | 398        | 376               | 22                 | 2.633                                | 7                  | 39      | 567     | 459     |
| 1999 | 963.000   | 1.031.786 | 93,3      | 317        | 306               | 11                 | 3.037                                | 28                 | 11      | 424     | 452     |
| 2000 | 963.000   | 1.031.786 | 93,3      | 297        | 278               | 19                 | 3.242                                | 28                 | 25      | 425     | 452     |
| 2001 | 980.000   | 1.050.394 | 93,3      | 330        | 313               | 17                 | 2.969                                | 27                 | 17      | 414     | 452     |
| 2002 | 998.000   | 1.069.000 | 93,4      | 339        | 322               | 17                 | 2.943                                | 29                 | 17      | 396     | 452     |
| 2003 | 980.000   | 1.050.394 | 93,3      | 320        | 303               | 17                 | 3.062                                | 32                 | 17      | 396     | 452     |
| 2004 | 944.050   | 1.011.862 | 93,3      | 259        | 243               | 16                 | 3.644                                | 29                 | 31      | 347     | 337     |
| 2006 | 916.736   | 1.011.862 | 90,6      | 231        | 218               | 13                 | 3.968                                | 31                 | 14      | 344     | 334     |